# When Forever Comes Crashing
When Forever Comes Crashing è il terzo album in studio del gruppo musicale metalcore statunitense Converge, pubblicato nel 1998 dalla Equal Vision Records.

## Il disco
Registrato tra il 22 dicembre 1997 e il 3 gennaio 1998, è stato pubblicato dalla Equal Vision Records il 14 aprile dello stesso anno ed è stato co-prodotto dagli stessi Converge con Steve Austin dei Today Is The Day. Come accaduto al precedente lavoro Petitioning the Empty Sky, l'album è stato ripubblicato nel 2005 con un nuovo mixaggio (più pulito), una traccia aggiuntiva (la demo di Bitter And Then Some, riproposta nella sua versione finale in Jane Doe), un nuovo artwork disegnato da Aaron Turner degli Isis ed un videoclip della title track realizzato con spezzoni di riprese live della band. Insieme al successivo Jane Doe, è l'album dei Converge che presenta sonorità più vicine al metal rispetto all'hardcore punk, nonché quello in cui lo screaming del cantante Jacob Bannon è più compresso e distorto. Infine è l'unico dei Converge che vede l'attuale frontman dei Cave In Stephen Brodsky come bassista ufficiale in tutte le tracce.

## Tracce
Tutti i testi sono scritti da Jacob Bannon, mentre tutte le musiche sono composte dai Converge.
1. My Unsaid Everything - 3:23
2. The High Cost of Playing God - 4:17
3. In Harm's Way - 4:20
4. Conduit - 4:10
5. The Lowest Common Denominator - 3:53
6. Towing Jehovah - 2:20
7. When Forever Comes Crashing - 3:14
8. Ten Cents - 2:20
9. Year of the Swine - 3:47
10. Letterbomb - 4:22
11. Love As Arson - 3:22
12. Bitter and Then Some (Versione demo inedita) * - 1:29

(*) La demo di Bitter and Then Some è stata aggiunta nella versione rimasterizzata del 2005.

## Formazione
- Jacob Bannon - voce, artwork
- Kurt Ballou - chitarra, effetti
- Aaron Dalbec - chitarra
- Stephen Brodsky - basso, chitarra aggiuntiva in Ten Cents
- Damon Bellorado - batteria
  - Steve Austin - cori in The Lowest Common Denominator
  - Matt Pike - cori
  - Jeff Fineburg - cori
  - Ben Cummings - cori
  - Tre McCarthy - cori
  - Grail Mortillaro - cori
  - Ryan Parker - cori